# Mai Hạ
Mai Hạ là một xã thuộc huyện Mai Châu, tỉnh Hòa Bình, Việt Nam.
Xã Mai Hạ có diện tích 17,86 km², dân số năm 1999 là 2557 người, mật độ dân số đạt 143 người/km².